# Лабатмаль
Лабатма́ль (фр. Labatmale) — коммуна во Франции, находится в регионе Аквитания. Департамент — Атлантические Пиренеи. Входит в состав кантона Валле-де-л’Ус и дю Лагуэн. Округ коммуны — По.
Код INSEE коммуны — 64292.

## География

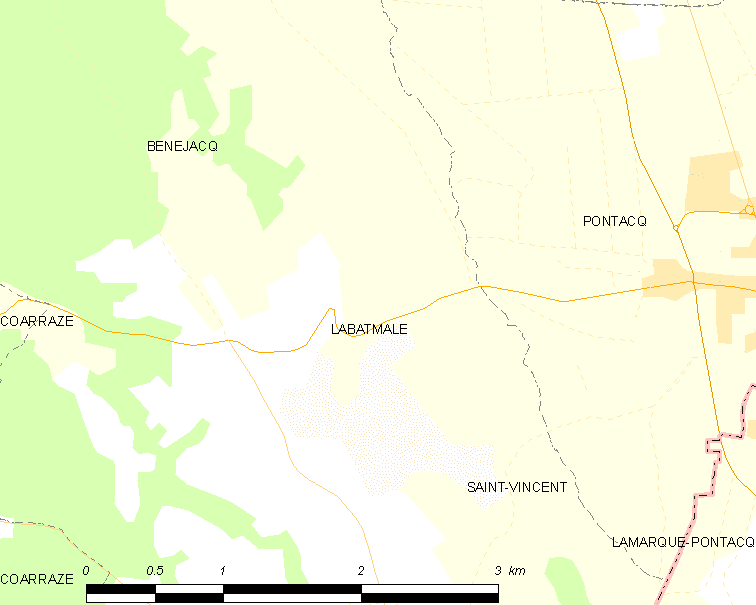
Карта коммуны

Коммуна расположена приблизительно в 660 км к югу от Парижа, в 190 км южнее Бордо, в 22 км к юго-востоку от По.
На северо-востоке коммуны протекает река Сос.

### Климат
Климат тёплый океанический. Зима мягкая, средняя температура января — от +5°С до +13°С, температуры ниже −10 °C бывают редко. Снег выпадает около 15 дней в году с ноября по апрель. Максимальная температура летом порядка 20-30 °C, выше 35 °C бывает очень редко. Количество осадков высокое, порядка 1100 мм в год. Характерна безветренная погода, сильные ветры очень редки.

## Население
Население коммуны на 2010 год составляло 263 человека.
| 1962 | 1968 | 1975 | 1982 | 1990 | 1999 | 2010 |
| ---- | ---- | ---- | ---- | ---- | ---- | ---- |
| 195  | 188  | 199  | 208  | 212  | 203  | 263  |

## Администрация
| Период | Период | Фамилия          | Партия | Примечания |
| ------ | ------ | ---------------- | ------ | ---------- |
| 1995   | 2001   | Шарль Марримпоэй |        |            |
| 2001   | 2014   | Жан-Луи Фрешу    |        |            |
| 2014   | 2020   | Матьё Лафарг     |        |            |

## Экономика
В 2010 году среди 159 человек трудоспособного возраста (15-64 лет) 124 были экономически активными, 35 — неактивными (показатель активности — 78,0 %, в 1999 году было 73,4 %). Из 124 активных жителей работали 116 человек (64 мужчины и 52 женщины), безработных было 8 (3 мужчин и 5 женщин). Среди 35 неактивных 9 человек были учениками или студентами, 18 — пенсионерами, 8 были неактивными по другим причинам.

## Достопримечательности
- Церковь Св. Себастьяна (1720 год)[4]